# قائمة البعثات الدبلوماسية في قبرص

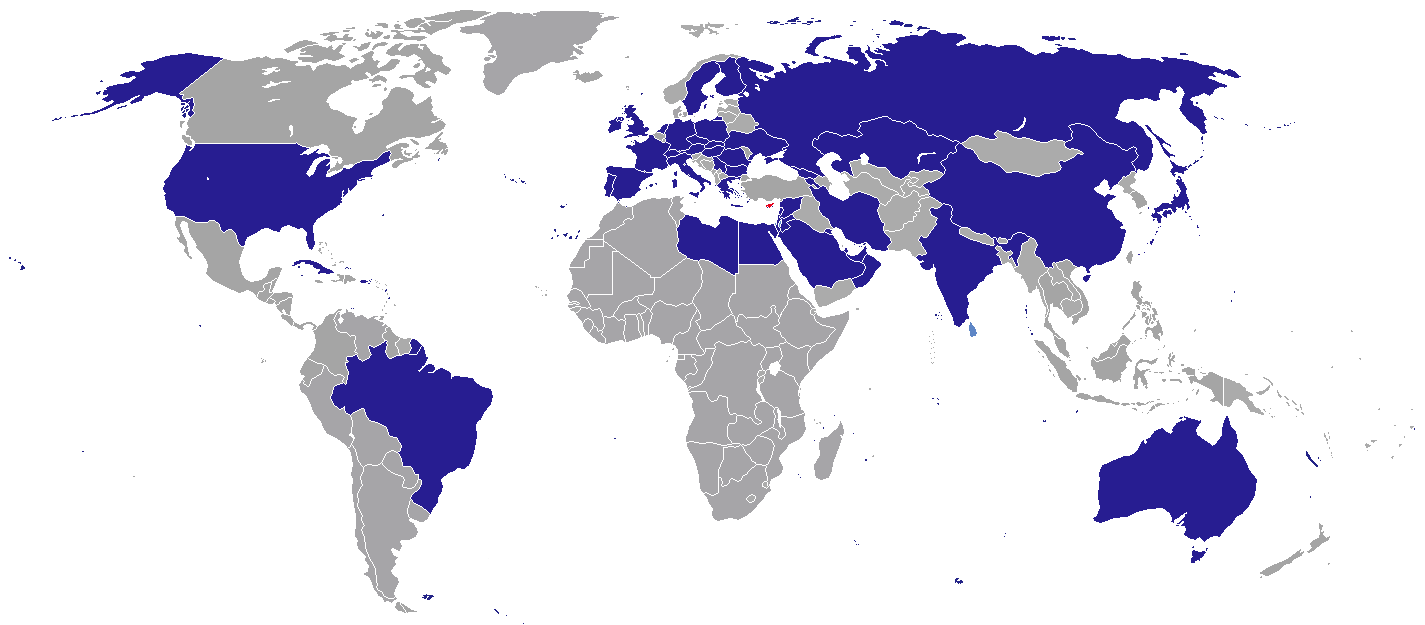
خريطة البعثات الدبلوماسية في قبرص

هذه قائمة بالبعثات الدبلوماسية في قبرص. توجد حالياً 44 سفارة في قبرص. ولدى دول عديدة أخرى سفارات غير مقيمة.

## سفارات / مفوضيات سامية
نيقوسيا
- أستراليا
- النمسا
- البرازيل
- بلغاريا
- الصين
- كوبا
- جمهورية التشيك
- مصر
- فنلندا
- فرنسا
- جورجيا
- ألمانيا
- اليونان
- الكرسي الرسولي
- الهند
- إيران
- جمهورية أيرلندا
- إسرائيل
- الأردن
- اليابان
- إيطاليا
- الكويت
- لبنان
- ليبيا
- هولندا
- عُمان
- فلسطين
- بولندا
- البرتغال
- قطر
- رومانيا
- روسيا
- صربيا
- السعودية
- سلوفاكيا
- إسبانيا
- السويد
- سويسرا
- سوريا
- فرسان مالطة
- الإمارات العربية المتحدة
- أوكرانيا
- المملكة المتحدة
- الولايات المتحدة

## سفارات غير مقيمة ومفوضيات سامية
تقيم في أثينا ما لم يذكر خلاف ذلك
- أندورا (بروكسل)
- أفغانستان (روما)
- ألبانيا
- الجزائر (بيروت)
- الأرجنتين (تل أبيب)
- أرمينيا
- بنغلاديش (القاهرة)
- بنين (القاهرة)
- البحرين (القاهرة)
- باربادوس (لندن)
- بلجيكا
- بوليفيا (روما)
- البوسنة والهرسك (تل أبيب)
- بوتسوانا (لندن)
- بوروندي (جنيف)
- بروناي (لندن)
- بوتان (مدينة الكويت)
- جمهورية إفريقيا الوسطى (جنيف)
- كمبوديا (برلين)
- كندا
- تشيلي (مدريد)
- كولومبيا (بيروت)
- جمهورية الكونغو الديمقراطية
- كوستاريكا (روما)
- كرواتيا (روما)
- جمهورية الدومينيكان (تل أبيب)
- دومينيكا (لندن)
- الإكوادور (تل أبيب)
- السلفادور (روما)
- إستونيا
- إثيوبيا (تل أبيب)
- الغابون (روما)
- غامبيا (الرباط)
- غانا (القاهرة)
- غواتيمالا (تل أبيب)
- غينيا (القاهرة)
- هايتي (روما)
- هونغ كونغ (لندن)
- المجر
- هندوراس (روما)
- آيسلندا (ستوكهولم)
- إندونيسيا (روما)
- جامايكا (جنيف)
- كينيا (روما)
- كوريا الشمالية (روما)
- كوريا الجنوبية
- قرغيزستان (مدينة الكويت)
- لاتفيا
- ليتوانيا (تل أبيب)
- لوكسمبورغ
- ماكاو (بكين)
- مالاوي (باريس)
- جزر المالديف (جنيف)
- ماليزيا (بيروت)
- مالي (القاهرة)
- موريتانيا (روما)
- المكسيك
- مولدوفا (تل أبيب)
- منغوليا (صوفيا)
- المغرب
- نيبال (القاهرة)
- نيوزيلندا (روما)
- نيكاراغوا (روما)
- نيجيريا (تل أبيب)
- النرويج
- باكستان (بيروت)
- بنما
- باراغواي (باريس)
- بيرو (روما)
- الفلبين
- سان مارينو (سان مارينو)
- غينيا بيساو (باريس)
- سيراليون (لندن)
- سنغافورة (برلين)
- سلوفينيا
- جنوب إفريقيا
- السودان (القاهرة)
- السنغال (روما)
- سريلانكا (روما)
- جنوب السودان (القاهرة)
- إسواتيني (لندن)
- تايلاند (روما)
- تركمانستان (الرياض)
- توغو (باريس)
- تونس (روما)
- تنزانيا (روما)
- طاجيكستان (الرياض)
- تايوان
- تونغا (لندن)
- أوغندا (روما)
- الأوروغواي (بيروت)
- أوزبكستان
- فنزويلا
- فيتنام (طرابلس)
- اليمن (بيروت)
- زامبيا (لندن)
- زيمبابوي (روما)

## روابط خارجية
- List of embassies